# Carl Neumann (konstnär)
Johan Carl Neumann, född den 14 augusti 1833 i Köpenhamn, död där den 16 december 1891, var en dansk målare.
Neumann studerade vid konstakademien, blev marinmålare och utförde en rad förtjänstfulla arbeten inom denna konstart, däribland Danska linjeskepp till ankars under Englands kust (1859), Fartyg under land efter en by (1867), Peder Bredal vid Nyborg 1658 (Frederiksborg), Slaget på Köpenhamns redd 2 april 1801 (diorama). Konstmuseet äger Fiskare på Skagen och Stranden vid Hornbæk. Han tilldelades Thorvaldsenmedaljen 1867.

## Utmärkelser
- Thorvaldsenmedaljen,  1867
- Riddare av Dannebrogorden,  1876[5]

[Redigera Wikidata]